# خوان لوپز فرناندز
خوان لوپز فرناندز معروف به یان (انگلیسی: Jan؛ زادهٔ ۱۳ مارس ۱۹۳۹) نویسنده کتاب‌های کمیک اهل اسپانیا است. معروف‌ترین اثر وی، سوپر لوپز است.

## جوایز و نامزدی‌ها
در ماه مه ۲۰۰۲، او جایزه بزرگ کنوانسیون بین‌المللی کمیک بارسلون را دریافت کرد که از کمک‌های او قدردانی می‌کرد. در سال ۲۰۱۳، مدال ملی هنرهای زیبا را به او اعطا کرد، اما با توجه به اعتقاداتش آن را رد کرد.